# Заволзьке
Заволзьке (рос. Заволжское) — село у Харабалінському районі Астраханської області Російської Федерації.
Населення становить 1381 особу. Входить до складу муніципального утворення Заволзька сільрада.

## Історія
Населений пункт розташований на території українського етнічного та культурного краю Жовтий Клин. Від 1925 року належить до Харабалінського району.
Згідно із законом від 6 серпня 2004 року органом місцевого самоврядування є Заволзька сільрада.

## Населення
| 2002  | 2010  | 2012  | 2013  | 2014  | 2015  | 2016  |
| ----- | ----- | ----- | ----- | ----- | ----- | ----- |
| 1572  | ↘1467 | ↘1459 | ↘1405 | ↘1400 | ↘1396 | ↘1391 |
| 2017  |       |       |       |       |       |       |
| ↘1381 |       |       |       |       |       |       |